# 從前有間工作室－迪士尼繪夢100年
是一部2023年美國真人動畫短片。該片由華特迪士尼影業和華特迪士尼動畫工作室共同製作，華特迪士尼工作室電影發行，崔倫特·柯瑞和丹·亞伯拉罕共同執導，伯尼·麥丁森、羅賓·威廉斯和喬許·蓋德演出。
《從前有間工作室－迪士尼繪夢100年》2023年6月11日於安錫國際動畫影展首映，2023年10月16日上線Disney+。

## 演員及角色
- 伯尼·麥丁森（英语：Burny Mattinson）飾演他自己

### 配音員
- 羅賓·威廉斯聲演精靈（英语：Genie (Disney)）（檔案錄音）[2]
- 喬許·蓋德聲演雪寶[2]

## 製作
《從前有間工作室－迪士尼繪夢100年》為迪士尼成立滿100週年的紀念作品，導演崔倫特·柯瑞（Trent Correy）和丹·亞伯拉罕（Dan Abraham）花了大約八個月時間構思，他們稱該短片是寫給華特迪士尼動畫工作室的「情書」，也是「對過去一百年來與電影產生聯繫的觀眾的感謝」。該短片登場的角色多達400多個，其中包括《石中劍》的梅林、《公主與青蛙》的蒂安娜、《冰雪奇緣系列》的艾莎、《星際寶貝系列》的史迪奇以及《四眼天雞》的雞丁（Chicken Little），並由40多名配音員聲演。據雪寶的配音員喬許·蓋德透露，迪士尼將使用未曝光過的羅賓·威廉斯檔案錄音為精靈配音。

## 發行
《從前有間工作室－迪士尼繪夢100年》2023年6月11日於安錫國際動畫影展首映，2023年10月16日上線Disney+。
中国大陆上映的版本中，罕见保留了小熊维尼的戏份和配音，这也是小熊维尼的形象首次出现在中国大陆院线。

## 外部連結
- 互联网电影数据库（IMDb）上《從前有間工作室－迪士尼繪夢100年》的资料（英文）